# Extraliga družstev (Česko, sportovní střelba)
Extraliga družstev je česká nejvyšší soutěž družstev ve sportovní střelbě ze vzduchových pistolí. Střílí se v tříčlenných družstvech dle principu European Youth League.
V roce 2020 došlo k oddělení nižší ligy od této soutěže v podobě 1. ligy družstev.

## Přehled medailistů
| Ročník | Rok  | Zlato           | Stříbro                | Bronz               |
| ------ | ---- | --------------- | ---------------------- | ------------------- |
| 1.     | 2012 | SSK Dukla Plzeň | SSK Duel Praha         | SSK Praha 6         |
| 2.     | 2013 | SSK Dukla Plzeň | SSK Bílina             | SSK Plzeň - Slovany |
| 3.     | 2014 | SSK Dukla Plzeň | SSK Louny              | SSK Plzeň - Slovany |
| 4.     | 2015 | SSK Dukla Plzeň | SSK Duel Praha         | SSK Bílina          |
| 5.     | 2016 | SSK Duel Praha  | SSK Dukla Plzeň        | SSK Dukla Plzeň     |
| 6.     | 2017 | SSK Louny       | SSK Planá u Mar. Lázní | SSK Dukla Plzeň     |
| 7.     | 2018 | SSK Dukla Plzeň | SSKP Rapid Plzeň       | SSK Louny           |
| 8.     | 2019 | SSK Louny       | SSK Praha 6            | SSK Dukla Plzeň     |
| 9.     | 2020 | SSK Dukla Plzeň | SSK Duel Praha         | SSK Borek           |
| 10.    | 2021 |                 |                        |                     |

## Žebříček klubů
| Pořadí | Tým                    | Zlato | Stříbro | Bronz | Celkem |
| ------ | ---------------------- | ----- | ------- | ----- | ------ |
| 1.     | SSK Dukla Plzeň        | 6     | 1       | 3     | 9      |
| 2.     | SSK Louny              | 2     | 1       | 1     | 4      |
| 3.     | SSK Duel Praha         | 1     | 3       | 0     | 4      |
| 4.     | SSK Bílina             | 0     | 1       | 1     | 2      |
| 4.     | SSK Praha 6            | 0     | 1       | 1     | 2      |
| 6.     | SSK Plzeň - Slovany    | 0     | 0       | 2     | 2      |
| 7.     | SSK Planá u Mar. Lázní | 0     | 1       | 0     | 1      |
| 7.     | SSKP Rapid Plzeň       | 0     | 1       | 0     | 1      |
| 9.     | SSK Borek              | 0     | 0       | 1     | 1      |